# Cladocarpus pinguis
Cladocarpus pinguis är en nässeldjursart som beskrevs av John Fraser 1948. Cladocarpus pinguis ingår i släktet Cladocarpus och familjen Aglaopheniidae. Inga underarter finns listade i Catalogue of Life.